# Mallochohelea kirki
Mallochohelea kirki är en tvåvingeart som först beskrevs av John William Scott Macfie 1939.  Mallochohelea kirki ingår i släktet Mallochohelea och familjen svidknott. Inga underarter finns listade i Catalogue of Life.